# Mesogobius
Mesogobius is een geslacht van straalvinnige vissen uit de familie van grondels (Gobiidae). Het geslacht is voor het eerst wetenschappelijk beschreven in 1874 door Bleeker.

## Soorten
- Mesogobius batrachocephalus (Pallas, 1814)
- Mesogobius nigronotatus (Kessler, 1877)
- Mesogobius nonultimus (Iljin, 1936)